# Christina Aguilera (album)
Christina Aguilera is het debuutalbum  van de Amerikaanse zangeres Christina Aguilera uit 1999. Ook de Mulan-soundtrack Reflection is hierop terug te vinden en zorgde, naast een Golden Globe-nominatie voor Beste Originele Single voor een Film, voor haar platencontract met RCA en dit album. Het haalde de top 5 in de albumhitlijsten in onder andere de Verenigde Staten, het Verenigd Koninkrijk en Nederland en er werden ruim acht miljoen exemplaren van verkocht. Aguilera werd er in 2000 mee beloond met een Grammy voor Best New Artist, waarmee ze Britney Spears versloeg.

## Singles
De vier singles van het album Christina Aguilera zijn (op volgorde):
- Genie in a Bottle
- What a Girl Wants
- I Turn to You
- Come on Over Baby (All I Want Is You)

## Nummers
1. Genie in a Bottle (Steve Kipner, David Frank, Pam Sheyne) – 3:39
2. What a Girl Wants (Shelly Peiken, Guy Roche) – 3:35
3. I Turn to You (Diane Warren) - 4:33
4. So Emotional (Franne Golde, Tom Snow) – 4:00
5. Come On Over Baby (All I Want Is You) (Johan Aberg, Pauli Rein, Shelly Peiken, Ron Fair, Chaka Blackmon, Raymond Cham, Eric Dawkins, Christina Aguilera, Guy Roche) – 3:09
6. Reflection (Matthew Wilder, David Zippel) – 3:33
7. Love for All Seasons (Carl Sturken, Evan Rogers) – 3:59
8. Somebody's Somebody (Diane Warren) – 5:03
9. When You Put Your Hands on Me (Robin Thicke, James Gass) – 3:35
10. Blessed (Travon Potts, Brock Walsh) – 3:05
11. Love Will Find a Way (Carl Sturken, Evan Rogers) – 3:56
12. Obvious (Heather Holley) – 3:58